# Jarandowo
Jarandowo (deutsch Süssenberg) ist ein Dorf in der polnischen Woiwodschaft Ermland-Masuren. Es gehört zur Landgemeinde Lidzbark Warmiński (Heilsberg) im Powiat Lidzbarski (Kreis Heilsberg).

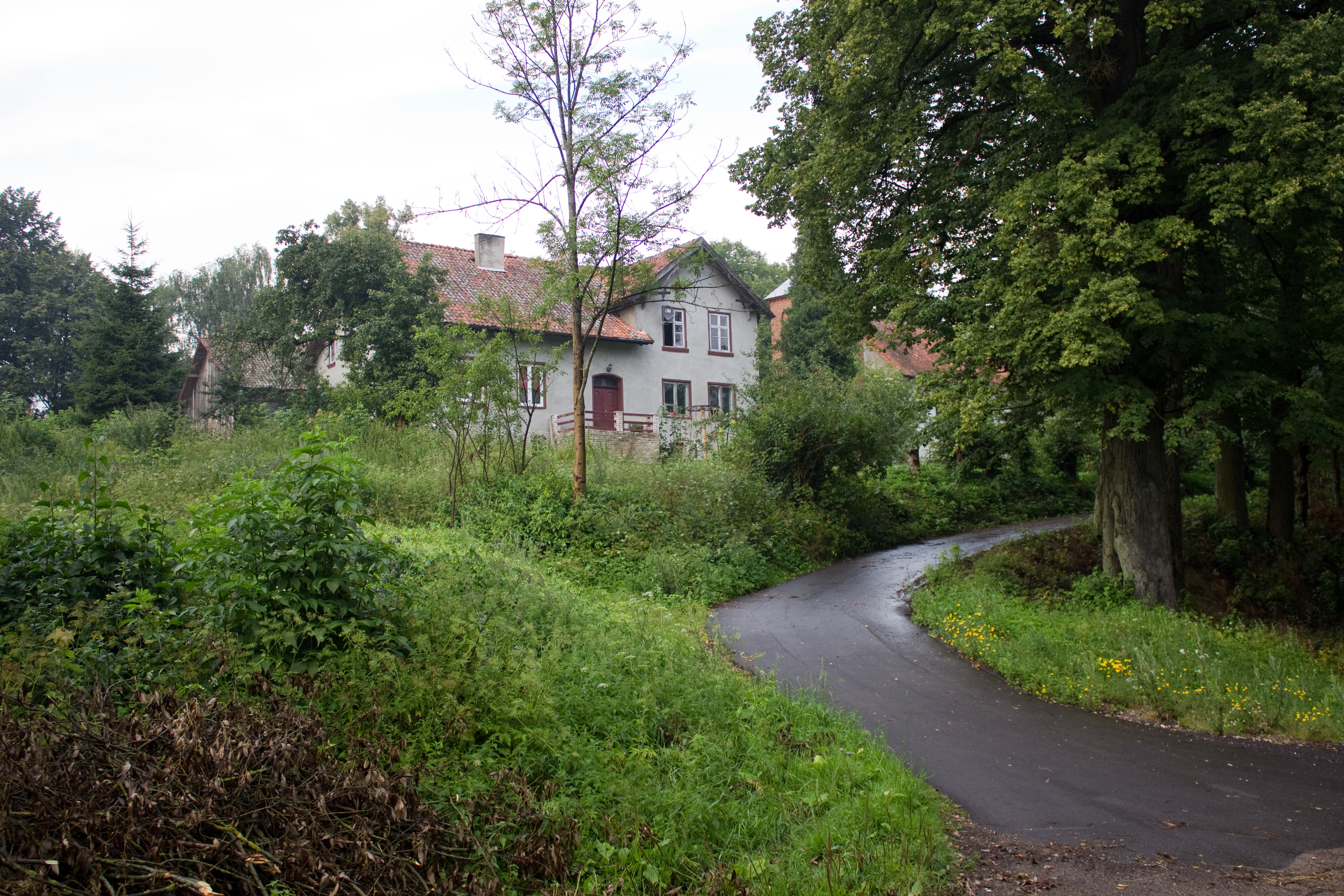
Dorfstraße in Jarandowo

|  |

## Geographische Lage
Jarandowo liegt im nördlichen Westen der Woiwodschaft Ermland-Masuren, acht Kilometer südlich der Kreisstadt Lidzbark Warmiński (Heilsberg).

## Geschichte
Das einstige Süssenberg genannte Kirchdorf wurde im 14. Jahrhundert (zwischen 1333 und 1342) gegründet. Im Jahre 1359 nahm Bischof Johann Styprock eine Ortsbestätigung vor. Kriegsbedingt erlitt Süssenberg 1519/21 und 1655/60 schwere Schäden.
Im Jahre 1783 wies Süssenberg 42 Haushaltungen auf. 1818 zählte das Dorf bei einer Volkszählung 240 Einwohner. Im Jahre 1874 kam die Landgemeinde Süssenberg zum neu errichteten Amtsbezirk Reichenberg (polnisch Kraszewo), der zum ostpreußischen Kreis Heilsberg im Regierungsbezirk Königsberg gehörte.
Die Einwohnerzahl Süssenbergs belief sich im Jahre 1910 auf 513, verringerte sich leicht bis 1933 auf 486 und belief sich 1939 noch auf 468.
Im Zusammenhang der Abtretung des gesamten südlichen Ostpreußen in Kriegsfolge 1945 an Polen erhielt Süssenberg zunächst die polnische Namensform „Raszczewo“, dann „Jurandowo“ und seither „Jarandowo“. Das Dorf ist heute eine Ortschaft im Verbund der Gmina Lidzbark Warmiński (Landgemeinde Heilsberg) im Powiat Lidzbarski (Kreis Heilsberg), von 1975 bis 1998 der Woiwodschaft Olsztyn, seither der Woiwodschaft Ermland-Masuren zugehörig. Im Jahre 2021 zählte Jarandowo 118 Einwohner.

## Religion

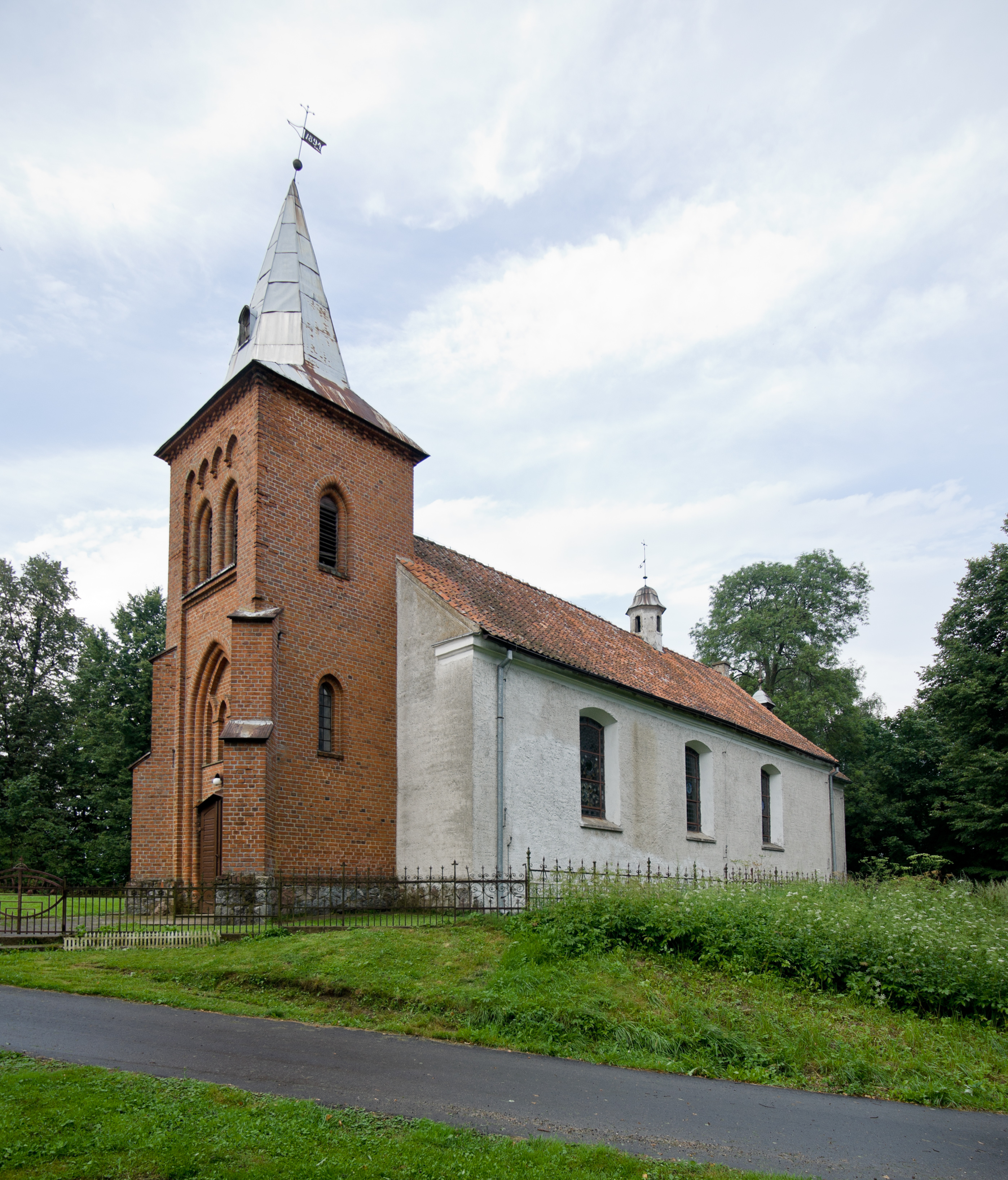
Die Mariä-Empfängnis-Kirche in Jarandowo

Eine erste Kirche wurde in Süssenberg 1359 erbaut, aber in den Kriegen zerstört. An ihrer Stelle entstand zwischen 1791 und 1794 die heutige Kirche der „Unbefleckten Empfängnis der Heiligen Jungfrau Maria“. 1894 wurde ein neugotischer Turm angebaut, 1936 eine Sakristei und ein Chor. Die achteckige Turmspitze weist eine Wetterfahne mit der Zahl 1791 auf. Klassizistische Züge weisen der Chor und auch das Orgelgehäuse auf.
Der Hauptaltar stammt aus der Barockzeit, die Kanzel aus der ersten Hälfte des 17. Jahrhunderts, wurde Ende des 17. Jahrhunderts umgestaltet und mit Akanthusschmuck versehen.
Seit 1927 ist das römisch-katholische Gotteshaus eine Pfarrkirche, die heute allerdings von der Pfarrei Kłębowo (Wernegitten) mitversorgt wird. Sie gehört zum Dekanat Lidzbark Warmiński im Erzbistum Ermland.
Süssenberg war bis 1945 außerdem in die evangelische Kirche Heilsberg in der Kirchenprovinz Ostpreußen der Kirche der Altpreußischen Union eingegliedert. Heute gehört Jarandowo zur Diözese Masuren der Evangelisch-Augsburgischen Kirche in Polen.

## Verkehr

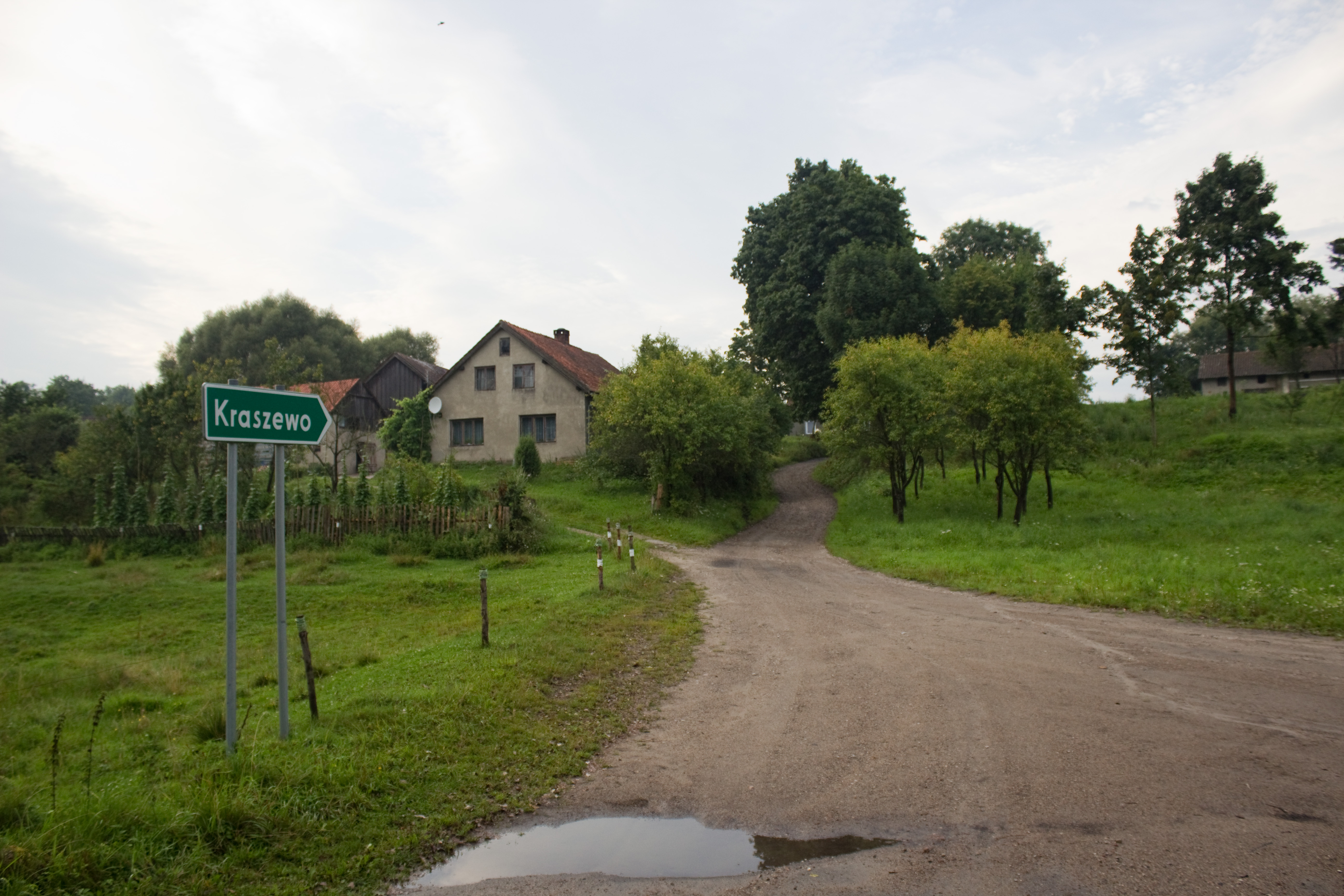
Landweg von/nach Kraszewo

Jarandowo liegt an der als 1533N gekennzeichneten Nebenstraße, die bei der Stadt Lidzbark Warmiński (Heilsberg) von der polnischen Landesstraße 51 (hier im Abschnitt der einstigen deutschen Reichsstraße 134) abzweigt und über Kierz (Kerschen) und Suryty (Soritten) bis nach Blanki (Blankensee) verläuft. Außerdem besteht eine direkte Straßenverbindung zwischen Kraszwo (Reichenberg) und Jarandowo.
Die nächste Bahnstation befindet sich ca. 20 Kilometer südwestlich des Ortes in Dobre Miasto (Guttstadt).

## Persönlichkeit
- Gerhard Fittkau (1912–2004), deutscher römisch-katholischer Theologe, Buchautor und Publizist, war von 1944 bis 1945 Pfarrer in Süssenberg. 1994 erschien sein Buch Mein 33. Jahr. Ein ostpreußischer Pfarrer im Archipel Gulag,[8] in dem er seine Erinnerungen an seine Zeit in Süssenberg und mehr noch an seine Haft in der Sowjetunion beschreibt.